# داتيسكه
داتيسكه (الاسم العلمي Datisca)، جنس نباتات عشبية معمرة من فصيلة الداتيسكيات. أنواعه ثلاثه. أوراقه مركبة متعاقبة. إزهراره إبطي الارتكاز، عنقودي التجميع، منتصب. أزهاره ثنائية المسكن ثماره كعابر مستطيلة.